# Triollo
Triollo település Spanyolországban, Palencia tartományban. Triollo Velilla del Río Carrión, Cervera de Pisuerga, Castrejón de la Peña és Santibáñez de la Peña községekkel határos. Lakosainak száma 74 fő (2024).

## Népesség
A település népessége az elmúlt években az alábbi módon változott:
| Lakosok száma | 93   | 86   | 70   | 71   | 70   | 73   | 61   | 67   | 75   | 74   |
|               | 2001 | 2004 | 2007 | 2009 | 2012 | 2014 | 2017 | 2019 | 2022 | 2024 |